# ستيفاني ميخالوفنا شاباتورا
ستيفاني ميخالوفنا شاباتورا (بالألمانية: Stefanija Mychajliwna Schabatura، بالأوكرانية: Стефа́нія Миха́йлівна Шабату́ра، بالإنجليزية: Stefaniia Mykhailivna Shabatura) (5 نوفمبر 1938- 17 ديسمبر 2014) كانت فنانة نسيج أوكراني وناشطة في مجال حقوق الإنسان. اكتسبت الاهتمام في البداية باعتبارها صانعة لقماش النجود والكليم، ثم أصبحت فيما بعد عضوًا في مجموعة هلسنكي الأوكرانية وقضت عدة سنوات في السجن بتهمة التحريض ضد السوفييت.

## الحياة المبكرة
في 5 نوفمبر 1938، ولدت ستيفاني ميخالوفنا شاباتورا في قرية إيفان زولوتي، التي كانت آنذاك جزءًا من الجمهورية البولندية الثانية. كانت والدتها رسامة. كان والدها جنديًا في القوات البرية البولندي والجيش الأحمر. توفي والدها أثناء الحرب العالمية الثانية. صرحت شباتورا أن عائلتها من المرجح أنها من القوزاق من شرق أوكرانيا استنادًا إلى لقبهم.

## الحياة اللاحقة والوفاة
خلال ثمانينيات القرن العشرين، انضمت شاباتورا إلى فرع منظمة ميموريال في لفيف. كانت نشطة في الجهود الرامية إلى إحياء الكنيسة الأوكرانية الكاثوليكية. منذ 1991، خدمت كرئيسة للأخوات المريميات في الكنيسة. كانت عضوًا في مجلس مدينة لفيف من 1990 إلى 1995، وشاركت في رفع علم أوكرانيا في قاعة مدينة لفيف.
في 1999، حصلت شاباتورا على وسام الأميرة أولغا من رئيس أوكرانيا ليونيد كوتشما. كما حصلت لاحقًا على وسام الشجاعة من الرئيس فيكتور يوشتشينكو في 2006.
توفيت شاباتورا في لفيف في 17 ديسمبر 2014. أقيمت جنازتها في لفيف في اليوم التالي، ودُفنت في مقبرة ليتشاكيف.

## روابط خارجية
- ستيفاني ميخالوفنا شاباتورا على ويكيميديا كومنز